# Haitian Campaign Medal
La Haitian Campaign Medal (en français Médaille de la campagne haïtienne) est une médaille de la marine des États-Unis (US Navy) qui a été créée pour la première fois le 22 juin 1917, puis à nouveau le 6 décembre 1921.

## Histoire
La médaille était d'abord destinée aux membres de la Marine et de l'U.S. Marine Corps des États-Unis qui avaient servi à terre en Haïti à partir du croiseur et navire-amiral USS Washington (ACR-11) ou à bord de l'un des treize autres navires nommés de la flotte des États-Unis sous le commandement du contre-amiral William B. Caperton du 9 juillet au 6 décembre 1915,, dans le but de protéger la vie et les biens pendant une révolution en Haïti.
Une autre version de la médaille a été créée en 1921 et était à nouveau destinée aux membres de la Marine et du Corps des Marines qui ont participé à des opérations, à terre ou en mer, en Haïti du 1er avril 1919 au 15 juin 1920.
Les deux médailles de campagne d'Haïti sont fondamentalement les mêmes récompenses, la seule différence étant les dates inscrites au bas du recto ou de l'avers de chaque médaille, soit 1915 ou 1919-1920. Pour les personnes admissibles au cours des deux périodes, une agrafe de campagne est portée sur la version 1915 de la médaille, avec une étoile de bronze de 3⁄16 pouces portée sur le ruban de service. La médaille a été conçue par Rudolf Freund (1878-1960) de Bailey, Banks & Biddle,. La première et la deuxième version de la Médaille de la campagne d'Haïti ne peuvent être portées simultanément,.
Les médailles ne sont plus une récompense active de la marine américaine et sont considérées comme obsolètes. Les opérations militaires modernes en Haïti, telles que les opérations de maintien de la paix de 1994 (Mission des Nations unies en Haïti ou MINUHA ), sont généralement reconnues par des récompenses militaires internationales telles que la médaille de l'OTAN.

## Récipiendaires notables

### Version "1915"
Récipiendaires  de la Medal of Honor
- Smedley Butler, Major de l'USMC, pour des actions le 17 novembre 1915
- Daniel Daly, Sergent-artilleur de l'USMC, pour des actions le 22 octobre 1915
- Samuel Gross, Soldat de l'USMC, pour ses actions du 17 novembre 1915
- Ross Iams, Sergent de l'USMC, pour les actions du 17 novembre 1915
- Ross Ostermann, USMC 1st Lt., pour des actions le 24 octobre 1915
- William P. Upshur, Capitaine de l'USMC, pour des actions le 24 octobre 1915

Autres récipiendaires
- William Caperton, Amiral de l'USN, premier récipiendaire
- Louis E. Denfeld, Amiral de l'USN
- John T. Selden, Lieutenant général de l'USMC
- Pedro del Valle, Lieutenant général de l'USMC

### Version "1919–1920"
Récipiendaires  de la Medal of Honor
- William Button, Caporal de l'USMC, pour ses actions du 31 octobre au 1er novembre 1919.
- Herman Hanneken, Second lieutenant de l'USMC, pour les actions du 31 octobre au 1er novembre 1919.

Autres récipiendaires
- Hayne D. Boyden, Général de brigade, USMC
- Robert H. Pepper, Général de corps d'armée, USMC
- John T. Selden, Général de corps d'armée, USMC

## Source
- (en) Cet article est partiellement ou en totalité issu de l’article de Wikipédia en anglais intitulé « Haitian Campaign Medal » (voir la liste des auteurs).